# Fussball Club Vaduz 2008-2009
Questa voce raccoglie le informazioni riguardanti il Fussball Club Vaduz nelle competizioni ufficiali della stagione 2008-2009.

## Stagione
Nella stagione 2008-2009 il Vaduz, allenato da Heinz Hermann e Pierre Littbarski, concluse il campionato di Super League al 10º posto e fu retrocesso in Challenge League. In Coppa UEFA il Vaduz fu eliminato al primo turno dal Zrinjski Mostar. Nella Coppa del Liechtenstein il Vaduz perse la finale dall'Eschen/Mauren.

## Rosa
| N. |                          | Ruolo | Calciatore            |
| -- | ------------------------ | ----- | --------------------- |
| 1  | Germania (bandiera)      | P     | Thorsten Kirschbaum   |
| 2  | Camerun (bandiera)       | D     | Haman Sadjo           |
| 3  | Germania (bandiera)      | D     | Tobias Nickenig       |
| 5  | Venezuela (bandiera)     | C     | Miguel Vitali         |
| 6  | Svizzera (bandiera)      | D     | Stefan Iten           |
| 7  | Svizzera (bandiera)      | C     | Damián Bellón         |
| 8  | Serbia (bandiera)        | C     | Sehar Fejzulahi       |
| 9  | Brasile (bandiera)       | A     | Gaspar                |
| 10 | Islanda (bandiera)       | A     | Guðmundur Steinarsson |
| 11 | Brasile (bandiera)       | C     | Rivaldo               |
| 13 | Svizzera (bandiera)      | D     | Thomas Reinmann       |
| 14 | Liechtenstein (bandiera) | A     | Benjamin Fischer      |
| 14 | Tunisia (bandiera)       | A     | Fakhreddine Galbi     |

| N. |                                 | Ruolo | Calciatore              |
| -- | ------------------------------- | ----- | ----------------------- |
| 15 | Brasile (bandiera)              | A     | Willian Sarôa           |
| 16 | Brasile (bandiera)              | C     | Márcio Senna            |
| 17 | Australia (bandiera)            | D     | Mark Rudan              |
| 20 | Bosnia ed Erzegovina (bandiera) | D     | Damir Džombić           |
| 21 | Liechtenstein (bandiera)        | D     | Marco Ritzberger        |
| 22 | Svizzera (bandiera)             | D     | Pascal Cerrone          |
| 25 | Islanda (bandiera)              | P     | Gunnleifur Gunnleifsson |
| 27 | Liechtenstein (bandiera)        | C     | Michele Polverino       |
| 28 | Rep. Ceca (bandiera)            | C     | Daniel Břežný           |
| 29 | Islanda (bandiera)              | A     | Stefán Þórðarson        |
| 30 | Svizzera (bandiera)             | C     | Bruno Sutter            |
|    | Liechtenstein (bandiera)        | D     | Dominik Spalt           |

## Organigramma societario
Area tecnica
- Allenatore: Pierre Littbarski
- Allenatore in seconda: Robert Jaspert, Dietmar Schacht
- Preparatore dei portieri:
- Preparatori atletici:

## Calciomercato

### Sessione estiva
| Acquisti | Acquisti          | Acquisti                     | Acquisti |
| R.       | Nome              | da                           | Modalità |
| -------- | ----------------- | ---------------------------- | -------- |
| D        | Haman Sadjo       | Újpest                       |          |
| A        | Murat Ural        | San Gallo                    |          |
| C        | Rivaldo           | Bahia                        |          |
| P        | Orkan Avci        | Basilea II                   |          |
| C        | Damián Bellón     | Aston Villa (R)              |          |
| C        | Sehar Fejzulahi   | Winterthur                   |          |
| A        | Fakhreddine Galbi | Monastir                     |          |
| D        | Stefan Iten       | Wohlen                       |          |
| C        | Miguel Vitali     | Template:Calcio UA Maracaibo |          |

| Cessioni | Cessioni            | Cessioni             | Cessioni |
| R.       | Nome                | a                    | Modalità |
| -------- | ------------------- | -------------------- | -------- |
| A        | Julio Bevacqua      | Panthrakikos         |          |
| C        | Florian Sturm       | MK Dons              |          |
| D        | Giuseppe Aquaro     | Aarau                |          |
| D        | Jamie Harnwell      | Perth Glory          |          |
| C        | Michele Maggetti    | Lugano               |          |
| A        | Gonzalo Pizzichillo | Montevideo Wanderers |          |
| C        | Raphael Rohrer      | Eschen/Mauren        |          |
| C        | Marius Zarn         | Chur                 |          |

### Sessione invernale
| Acquisti | Acquisti                | Acquisti                       | Acquisti |
| R.       | Nome                    | da                             | Modalità |
| -------- | ----------------------- | ------------------------------ | -------- |
| A        | Eugène Dadi             | Perth Glory                    |          |
| D        | Tobias Nickenig         | Colonia                        |          |
| P        | Thorsten Kirschbaum     | Hoffenheim                     |          |
| D        | Mark Rudan              | Template:Calcio Avispa Fukuoka |          |
| P        | Gunnleifur Gunnleifsson | HK Kópavogur                   |          |
| A        | Guðmundur Steinarsson   | Keflavík                       |          |

| Cessioni | Cessioni         | Cessioni        | Cessioni |
| R.       | Nome             | a               | Modalità |
| -------- | ---------------- | --------------- | -------- |
| A        | Eugène Dadi      | Perth Glory     |          |
| A        | Murat Ural       | Servette        |          |
| P        | Gabriel Wüthrich | Carl Zeiss Jena |          |
| D        | Diren Akdemir    | Wil             |          |
| A        | Tim Grossklaus   | Wil             |          |
| P        | Yann Sommer      | Basilea         |          |

## Risultati

### Super League

#### Prima fase, girone di andata
| Arbitro: | Rogalla |

|            |           |                         |
| Ravasi 27’ | Marcatori | 7’ Gaspar 29’ Fejzulahi |

| Arbitro: | Hänni |

|  |           |                      |
|  | Marcatori | 38’ Ianu 49’ Rogério |

| Berna 27 luglio 2008, ore 16:00 CEST 3ª giornata | Young Boys | 0 – 0 referto | Vaduz | Stade de Suisse (12 665 spett.)\| Arbitro: \| Petignat \| |
| Arbitro:                                         | Petignat   |               |       |                                                           |

| Arbitro: | Grossen |

|               |           |                  |
| Fejzulahi 57’ | Marcatori | 80’ (aut.) Sarôa |

| Arbitro: | Bieri |

|                                      |           |  |
| Zanni 16’ Mustafi 56’, 63’ Rubio 78’ | Marcatori |  |

| Arbitro: | Zimmermann |

|            |           |                              |
| Džombić 9’ | Marcatori | 20’ Adeshina 30’ Monterrubio |

| Vaduz 24 agosto 2008, ore 16:00 CEST 7ª giornata | Vaduz       | 0 – 0 referto | Bellinzona | Rheinpark (1 945 spett.)\| Arbitro: \| Wermelinger \| |
| Arbitro:                                         | Wermelinger |               |            |                                                       |

| Arbitro: | Hänni |

|                  |           |                      |
| Rak 71’ Coly 82’ | Marcatori | 28’ Ural 32’ Rivaldo |

| Arbitro: | Bertolini |

|             |           |                                                                 |
| Rivaldo 68’ | Marcatori | 47’, 58’ Hassli 57’ Đurić 75’ Alphonse 78’ Stahel 81’, 90’ Abdi |

#### Prima fase, girone di ritorno
| Arbitro: | Studer |

|            |           |  |
| Gaspar 34’ | Marcatori |  |

| Arbitro: | Petignat |

|                                        |           |  |
| Bengondo 2’, 87’ Burki 17’ Rogério 47’ | Marcatori |  |

| Vaduz 26 ottobre 2008, ore 16:00 CEST 12ª giornata | Vaduz      | 0 – 0 referto | Young Boys | Rheinpark (2 510 spett.)\| Arbitro: \| Laperrière \| |
| Arbitro:                                           | Laperrière |               |            |                                                      |

| Arbitro: | Hänni |

|                                       |           |  |
| Callà 29’ Santos 58’ (rig.) Touré 78’ | Marcatori |  |

| Arbitro: | Rogalla |

|  |           |                   |
|  | Marcatori | 75’, 90’ Derdiyok |

| Arbitro: | Wermelinger |

|                                  |           |             |
| Monterrubio 33’, 68’ Saborío 89’ | Marcatori | 74’ Rivaldo |

| Arbitro: | Hänni |

|                     |           |  |
| Sermeter 63’ (rig.) | Marcatori |  |

| Arbitro: | Grossen |

|                |           |  |
| Ritzberger 57’ | Marcatori |  |

| Arbitro: | Bieri |

|           |           |  |
| Rochat 5’ | Marcatori |  |

#### Seconda fase, girone di andata
| Arbitro: | Kever |

|                |           |              |
| Steinarsson 3’ | Marcatori | 63’ Bengondo |

| Arbitro: | Bertolini |

|                          |           |            |
| Domínguez 44’ M'Futi 90’ | Marcatori | 55’ Gaspar |

| Arbitro: | Laperrière |

|               |           |  |
| Fejzulahi 70’ | Marcatori |  |

| Arbitro: | Wermelinger |

|                                                 |           |  |
| Hassli 19’ Abdi 26’ Đurić 47’, 56’ Aegerter 59’ | Marcatori |  |

| Arbitro: | Rogalla |

|                               |           |           |
| Tarvajärvi 38’ Ideye 76’, 84’ | Marcatori | 36’ Rudan |

| Arbitro: | Circhetta |

|                                                 |           |                      |
| Nickenig 13’ Schneider 44’ (aut.) Þórðarson 80’ | Marcatori | 61’ (rig.) Yapi Yapo |

| Arbitro: | Grossen |

|                                                      |           |  |
| Chipperfield 11’, 28’, 54’ Streller 18’ Derdiyok 70’ | Marcatori |  |

| Arbitro: | Bertolini |

|                             |           |              |
| Dadi 37’ (rig.) Rivaldo 69’ | Marcatori | 5’, 57’ Linz |

| Arbitro: | Busacca |

|                                     |           |               |
| Gajić 4’ Paiva 34’ Lustenberger 90’ | Marcatori | 37’ Fejzulahi |

#### Seconda fase, girone di ritorno
| Arbitro: | Meßner |

|                   |           |                      |
| Gaspar 41’ (rig.) | Marcatori | 18’ Paiva 38’ Lukmon |

| Arbitro: | Bertolini |

|                             |           |  |
| Santos 12’ Rudan 78’ (aut.) | Marcatori |  |

| Arbitro: | Bieri |

|  |           |            |
|  | Marcatori | 17’ Huggel |

| Arbitro: | Rogalla |

|                                                                                            |           |  |
| Iten 14’ (aut.) Schneuwly 21’ Ghezal 53’ Doumbia 61’ Hochstrasser 66’ Yapi Yapo 88’ (rig.) | Marcatori |  |

| Arbitro: | Busacca |

|                        |           |                                            |
| Gaspar 52’ Cerrone 57’ | Marcatori | 29’, 61’ Daoud 83’ Belghazouani 90’ Niasse |

| Arbitro: | Wermelinger |

|                                      |           |                                              |
| Galbi 13’ Steinarsson 23’ Gaspar 53’ | Marcatori | 11’, 17’, 43’ Hassli 86’ Đurić 90’ Chikhaoui |

| Arbitro: | Zimmermann |

|                                 |           |           |
| Lustrinelli 4’, 19’ Mehmeti 23’ | Marcatori | 25’ Galbi |

| Arbitro: | Bertolini |

|               |           |                                                              |
| Fejzulahi 83’ | Marcatori | 15’, 52’ (rig.) Monterrubio 31’ Vanczák 34’ Sarni 44’ Afonso |

| Arbitro: | Zimmermann |

|                            |           |  |
| Sinanović 52’ Bengondo 70’ | Marcatori |  |

### Coppa del Liechtenstein
| 22 ottobre 2008, ore 20:00 CEST Quarti di finale | Balzers II | 0 – 8 | Vaduz |  |

| 29 aprile 2009, ore 19:30 CEST Semifinale | Balzers | 0 – 5 | Vaduz |  |

| Arbitro: | Nikolaj Hänni |

|                       |           |            |
| Rudan 39’ Fischer 45’ | Marcatori | 67’ Memeti |

### Coppa UEFA

#### Preliminari
| Arbitro: | Mažeika |

|             |           |                           |
| Fischer 32’ | Marcatori | 23’ Đurić 90’ (aut.) Iten |

| Arbitro: | Zakharov |

|                               |           |  |
| Đurić 7’ Šunjić 26’ Matko 77’ | Marcatori |  |

## Statistiche

### Statistiche di squadra
| Competizione            | Punti | In casa | In casa | In casa | In casa | In casa | In casa | In trasferta | In trasferta | In trasferta | In trasferta | In trasferta | In trasferta | Totale | Totale | Totale | Totale | Totale | Totale | DR  |
| Competizione            | Punti | G       | V       | N       | P       | Gf      | Gs      | G            | V            | N            | P            | Gf           | Gs           | G      | V      | N      | P      | Gf     | Gs     | DR  |
| ----------------------- | ----- | ------- | ------- | ------- | ------- | ------- | ------- | ------------ | ------------ | ------------ | ------------ | ------------ | ------------ | ------ | ------ | ------ | ------ | ------ | ------ | --- |
| Super League            | 22    | 18      | 4       | 5       | 9       | 19      | 35      | 18           | 1            | 2            | 15           | 9            | 50           | 36     | 5      | 7      | 24     | 28     | 85     | -57 |
| Coppa del Liechtenstein | -     | 0       | 0       | 0       | 0       | 0       | 0       | 2            | 2            | 0            | 0            | 13           | 0            | 2      | 2      | 0      | 0      | 13     | 0      | +13 |
| Coppa UEFA              | -     | 1       | 0       | 0       | 1       | 1       | 2       | 1            | 0            | 0            | 1            | 0            | 3            | 2      | 0      | 0      | 2      | 1      | 5      | -4  |
| Totale                  | 22    | 19      | 4       | 5       | 10      | 20      | 37      | 21           | 3            | 2            | 16           | 22           | 53           | 40     | 7      | 7      | 26     | 42     | 90     | -48 |

### Andamento in campionato
| Giornata  | 1 | 2 | 3 | 4 | 5 | 6 | 7 | 8 | 9 | 10 | 11 | 12 | 13 | 14 | 15 | 16 | 17 | 18 | 19 | 20 | 21 | 22 | 23 | 24 | 25 | 26 | 27 | 28 | 29 | 30 | 31 | 32 | 33 | 34 | 35 | 36 |
| --------- | - | - | - | - | - | - | - | - | - | -- | -- | -- | -- | -- | -- | -- | -- | -- | -- | -- | -- | -- | -- | -- | -- | -- | -- | -- | -- | -- | -- | -- | -- | -- | -- | -- |
| Luogo     | T | C | T | C | T | C | C | T | C | C  | T  | C  | T  | C  | T  | T  | C  | T  | C  | T  | C  | T  | T  | C  | T  | C  | T  | C  | T  | C  | T  | C  | C  | T  | C  | T  |
| Risultato | V | P | N | N | P | P | N | N | P | V  | P  | N  | P  | P  | P  | P  | V  | P  | N  | P  | V  | P  | P  | V  | P  | N  | P  | P  | P  | P  | P  | P  | P  | P  | P  | P  |
| Posizione | 3 | 7 | 6 | 7 | 7 | 9 | 9 | 8 | 8 | 8  | 8  | 8  | 8  | 9  | 9  | 9  | 9  | 9  | 9  | 9  | 9  | 9  | 9  | 9  | 9  | 9  | 9  | 10 | 10 | 10 | 10 | 10 | 10 | 10 | 10 | 10 |

Legenda:

Luogo: C = Casa; T = Trasferta. Risultato: V = Vittoria; N = Pareggio; P = Sconfitta.

### Statistiche dei giocatori
| Giocatore       | Super League | Super League | Super League | Super League | Coppa UEFA | Coppa UEFA | Coppa UEFA  | Coppa UEFA | Totale   | Totale | Totale      | Totale     |
| Giocatore       | Presenze     | Reti         | Ammonizioni  | Espulsioni   | Presenze   | Reti       | Ammonizioni | Espulsioni | Presenze | Reti   | Ammonizioni | Espulsioni |
| --------------- | ------------ | ------------ | ------------ | ------------ | ---------- | ---------- | ----------- | ---------- | -------- | ------ | ----------- | ---------- |
| D. Akdemir      | 0            | 0            | 0            | 0            | 0          | 0          | 0           | 0          | 0        | 0      | 0           | 0          |
| O. Avci         | 0            | 0            | 0            | 0            | 0          | 0          | 0           | 0          | 0        | 0      | 0           | 0          |
| D. Bellón       | 31           | 0            | 3            | 0            | 2          | 0          | 1           | 0          | 33       | 0      | 4           | 0          |
| J. Bevacqua     | 0            | 0            | 0            | 0            | 1          | 0          | 0           | 0          | 1        | 0      | 0           | 0          |
| D. Břežný       | 11           | 0            | 3            | 0            | 0          | 0          | 0           | 0          | 11       | 0      | 3           | 0          |
| P. Cerrone      | 32           | 1            | 13           | 1            | 2          | 0          | 0           | 0          | 34       | 1      | 13          | 1          |
| E. Dadi         | 8            | 1            | 1            | 0            | 0          | 0          | 0           | 0          | 8        | 1      | 1           | 0          |
| D. Džombić      | 20           | 1            | 5            | 0            | 2          | 0          | 0           | 0          | 22       | 1      | 5           | 0          |
| S. Fejzulahi    | 26           | 5            | 3            | 0            | 1          | 0          | 0           | 0          | 27       | 5      | 3           | 0          |
| B. Fischer      | 23           | 0            | 1            | 0            | 1          | 1          | 0           | 0          | 24       | 1      | 1           | 0          |
| F. Galbi        | 21           | 2            | 5            | 0            | 0          | 0          | 0           | 0          | 21       | 2      | 5           | 0          |
| G. Gaspar       | 29           | 6            | 2            | 0            | 2          | 0          | 0           | 0          | 31       | 6      | 2           | 0          |
| T. Grossklaus   | 5            | 0            | 0            | 0            | 2          | 0          | 0           | 0          | 7        | 0      | 0           | 0          |
| G. Gunnleifsson | 5            | 0            | 0            | 0            | 0          | 0          | 0           | 0          | 5        | 0      | 0           | 0          |
| S. Iten         | 25           | 0            | 5            | 0            | 1          | 0          | 0           | 0          | 26       | 0      | 5           | 0          |
| T. Kirschbaum   | 16           | 0            | 2            | 0            | 0          | 0          | 0           | 0          | 16       | 0      | 2           | 0          |
| T. Nickenig     | 12           | 1            | 4            | 1            | 0          | 0          | 0           | 0          | 12       | 1      | 4           | 1          |
| M. Polverino    | 27           | 0            | 6            | 1            | 2          | 0          | 1           | 0          | 29       | 0      | 7           | 1          |
| T. Reinmann     | 15           | 0            | 1            | 0            | 1          | 0          | 0           | 0          | 16       | 0      | 1           | 0          |
| M. Ritzberger   | 30           | 1            | 9            | 0            | 2          | 0          | 0           | 0          | 32       | 1      | 9           | 0          |
| R. Rivaldo      | 20           | 4            | 1            | 1            | 0          | 0          | 0           | 0          | 20       | 4      | 1           | 1          |
| M. Rudan        | 17           | 1            | 4            | 0            | 0          | 0          | 0           | 0          | 17       | 1      | 4           | 0          |
| H. Sadjo        | 15           | 0            | 5            | 1            | 0          | 0          | 0           | 0          | 15       | 0      | 5           | 1          |
| W. Sarôa        | 13           | 0            | 0            | 0            | 2          | 0          | 0           | 0          | 15       | 0      | 0           | 0          |
| M. Senna        | 17           | 0            | 4            | 2            | 0          | 0          | 0           | 0          | 17       | 0      | 4           | 2          |
| Y. Sommer       | 17           | 0            | 0            | 0            | 2          | 0          | 0           | 0          | 19       | 0      | 0           | 0          |
| G. Steinarsson  | 12           | 2            | 0            | 0            | 0          | 0          | 0           | 0          | 12       | 2      | 0           | 0          |
| B. Sutter       | 13           | 0            | 1            | 0            | 2          | 0          | 0           | 0          | 15       | 0      | 1           | 0          |
| M. Ural         | 8            | 1            | 2            | 0            | 0          | 0          | 0           | 0          | 8        | 1      | 2           | 0          |
| M. Vitali       | 16           | 0            | 1            | 0            | 2          | 0          | 0           | 0          | 18       | 0      | 1           | 0          |
| C. Wieczorek    | 0            | 0            | 0            | 0            | 0          | 0          | 0           | 0          | 0        | 0      | 0           | 0          |
| G. Wüthrich     | 0            | 0            | 0            | 0            | 0          | 0          | 0           | 0          | 0        | 0      | 0           | 0          |
| S. Þórðarson    | 12           | 1            | 2            | 1            | 0          | 0          | 0           | 0          | 12       | 1      | 2           | 1          |